# Schadneramt
Schadneramt ist eine Ortschaft und eine Katastralgemeinde der Gemeinde Gresten-Land im Bezirk Scheibbs in Niederösterreich.

## Geschichte
Laut Adressbuch von Österreich waren im Jahr 1938 in der Ortsgemeinde Schadneramt ein Gastwirt, ein Gemischtwarenhändler, ein Schuster und zahlreiche Landwirte ansässig.
Am 1. Jänner 1968 wurde die bis dahin selbständige Gemeinde Schadneramt mit Oberamt und Unteramt zur Gemeinde Gresten-Land fusioniert.

## Siedlungsentwicklung
Zum Jahreswechsel 1979/1980 befanden sich in der Katastralgemeinde Schadneramt insgesamt 155 Bauflächen mit 70.324 m² und 126 Gärten auf 407.184 m², 1989/1990 gab es 149 Bauflächen. 1999/2000 war die Zahl der Bauflächen auf 317 angewachsen und 2009/2010 bestanden 281 Gebäude auf 430 Bauflächen.

## Bodennutzung
Die Katastralgemeinde ist landwirtschaftlich geprägt. 1.026 Hektar wurden zum Jahreswechsel 1979/1980 landwirtschaftlich genutzt und 819 Hektar waren forstwirtschaftlich geführte Waldflächen. 1999/2000 wurde auf 953 Hektar Landwirtschaft betrieben und 919 Hektar waren als forstwirtschaftlich genutzte Flächen ausgewiesen. Ende 2018 waren 897 Hektar als landwirtschaftliche Flächen genutzt und Forstwirtschaft wurde auf 942 Hektar betrieben. Die durchschnittliche Bodenklimazahl von Schadneramt beträgt 21,1 (Stand 2010).